# Nậm Ma (Mường Tè)
Nậm Ma, có văn liệu viết là nậm Mạ, là phụ lưu cấp 1 của sông Đà chảy ở tỉnh Điện Biên và Lai Châu, Việt Nam .
Nậm Ma có chiều dài 75 km và diện tích lưu vực là 914 km² .

## Dòng chảy
Nậm Ma bắt nguồn từ dãy núi ở biên giới Việt - Lào tại xã Chung Chải huyện Mường Nhé 22°12′36″B 102°18′50″Đ / 22,21°B 102,31389°Đ, chảy gấp khúc với hướng chính là về phía bắc.
Tại bản Gò Cú (Phí Chi) xã Mù Cả huyện Mường Tè, tỉnh Lai Châu nó hợp lưu với dòng nậm Mo Phí chảy từ vùng ngã ba biên giới Việt-Trung-Lào đến.
Từ đó nậm Ma đổ vào sông Đà ở bản Tò Khò, phía trên Thủy điện Pắc Ma trên sông Đà  một quãng ngắn.

## Thủy điện
Nậm Ma có tiềm năng thủy điện lớn, năm 2018 được quy hoạch với 3 bậc là thủy điện Nậm Ma 1, 2 và 3 .